# Перелік прапорів Північної Кореї
Перелік прапорів Північної Кореї.

## Національний
| Прапор                              | Дата                                | Використання                        | Опис                                                          |
| Національний прапор Північної Кореї | Національний прапор Північної Кореї | Національний прапор Північної Кореї | Національний прапор Північної Кореї                           |
| ----------------------------------- | ----------------------------------- | ----------------------------------- | ------------------------------------------------------------- |
|                                     | 1948–дотепер                        | Прапор Північної Кореї              | Червоне поле з синіми смугами низу і згори та зірка у центрі. |

## Політичні
| Прапор                | Дата                  | Використання                                         | Опис                                                                                                  |
| Політичні організації | Політичні організації | Політичні організації                                | Політичні організації                                                                                 |
| --------------------- | --------------------- | ---------------------------------------------------- | --- |
|                       | ? - дотепер           | Прапор Трудової партії Кореї                         | Поєднання молотка (робітники), пензля (інтелектуали) та корейського серпа (селяни) на червоному полі. |
|                       | ? - дотепер           | Прапор Кімірсенівського соціалістичного союзу молоді | |

## Військові
| Прапор                                 | Дата                                       | Використання                                         | Опис |
| Прапор Корейської народної армії       | Прапор Корейської народної армії           | Прапор Корейської народної армії                     | Прапор Корейської народної армії |
| -------------------------------------- | ------------------------------------------ | ---------------------------------------------------- | --- |
|                                        | 1948 - дотепер                             | Прапор Корейської народної армії                     | Початковий дизайн 1948 мав Герб Північної Кореї 1948. Сучасний герб зроблено у 1992. Девіз на прапорі: "Для об'єднання Батьківщини і звільнення народу" (조국의통립과 인민을위하여).                                                                                 |
| Прапор Головнокомандуючого             |                                            |                                                      | |
|                                        | 2002 - дотепер                             | Прапор Головнокомандуючого Корейської народної армії | Зірка Головнокомандуючого на червоному прапорі. |
|                                        | ? - 2002                                   | Прапор Головнокомандуючого Корейської народної армії | |
| Прапор сухопутних військ, флоту та ВПС |                                            |                                                      | |
|                                        | 1993 - дотепер                             | Прапор Сухопутних військ                             | Герб КНА з девізом: "Для об'єднання і незалежність Батьківщини, свободу і щастя народу" (조국의 통일 독립과，인민의 자유와 행복을 위하여). Цифри 4.25 на честь створення Народної Антияпонської партизанської армії 25.04.1932.                                      |
|                                        | 1993 - дотепер                             | Прапор ВМС                                           | Герб КНА з якорем. |
|                                        | 1993 - дотепер, оновлено у 2012            | Прапор ВПС                                           | Герб КНА з крилами. |
|                                        | 1997 - 2011                                | Прапор Сухопутних військ                             | Прапор зі зміненим девізом коли правив Кім Чен Ір. Девіз: "Давайте захищати штаб революції на чолі з великим товаришем Кім Чен Іром нашими життями!" (위대한 김정일동지를 수반으로 하는 혁명의 수뇌부를 목숨으로 사수하자！). Ім'я Кім Чен Іра було трохи збільшено. |
|                                        | 1997 - 2011                                | Прапор ВМС                                           | |
|                                        | 1997 - 2011 (слоган), 1993 - 2012 (дизайн) | Прапор ВПС                                           | Крила і зірка над емблемою КНА |
|                                        | ? - дотепер                                | Зворотній бік прапору Корейської народної армії      | Напис корейською "Революційні збройні сили Трудової партії Кореї, Корейської народної армії [назва підрозділу]". |
|                                        | ? - дотепер                                | Зворотній бік прапору Корейського народного флоту.   | Напис корейською "Революційні збройні сили Трудової партії Кореї, Корейської народної армії [назва підрозділу]". |
|                                        | ? - дотепер                                | Зворотній бік прапору Корейських ВПС.                | Напис корейською "Революційні збройні сили Трудової партії Кореї, Корейської народної армії [назва підрозділу]". |
| Військово-морські                      |                                            |                                                      | |
|                                        | 1990-ті - дотепер                          | Військово-морський прапор Північної Кореї            | Червоний прапор з променями над горою Пекту у диску з національними кольорами і червоною зіркою. |
|                                        | 1990-ті - дотепер                          | Прапор морської охорони Північної Кореї              | |

## Регіональні
| Прапор                            | Дата                              | Використання                              | Опис                                                   |
| Особливий адміністративний регіон | Особливий адміністративний регіон | Особливий адміністративний регіон         | Особливий адміністративний регіон                      |
| --------------------------------- | --------------------------------- | ----------------------------------------- | ------------------------------------------------------ |
|                                   | 2002 - дотепер                    | Прапор адміністративного регіону Сінийджу | Зелений прапор з магнолією, співвідношення сторін 3:2. |